# 매산초등학교 (울산)
매산초등학교는 대한민국 울산광역시 북구에 있는 공립 초등학교이다.

## 학교 연혁
- 2007. 09. 13 제2매곡초등학교로 설립 인가
- 2011. 03. 01 매산초등학교로 개교(16학급, 학생 수 522명, 유치원 2학급 54명)
- 2011. 03. 01 초대 문성덕 교장 부임
- 2011. 03. 02 시업식, 입학식(1학년 120명 입학)
- 2011. 03. 15 18학급으로 재배정(학생 수 522명)
- 2012. 02. 16 제1회 졸업식(계 85명, 남 49명, 여 36명)
- 2012. 03. 01 24학급으로 배정(학생수 642명, 유치원 2학급 53명)
- 2012. 03. 02 제2회 시업식, 입학식(1학년 116명, 남 53명, 여 63명)
- 2013. 02. 19 제2회 졸업식(계 105명, 남 53명, 여 52명)
- 2013. 03. 01 27학급으로 배정(학생수, 669명, 유치원 2학급 50명)
- 2013. 03. 04 제3회 시업식, 입학식(1학년 151명, 남 83명, 여 68명)
- 2014. 02. 20 제3회 졸업식(남 57명, 여 49명, 계 106명)
- 2014. 03. 01 30학급으로 배정(학생수, 880명, 유치원 2학급 55명)
- 2014. 03. 04 제3회 시업식, 입학식(1학년 228명, 남 108명, 여 120명)
- 2015. 02. 16 제4회 졸업식(남 43명, 여 48명, 계 91명)
- 2015. 03. 01 제3대 정기자 교장 부임
- 2015. 03. 02 제4회 시업식, 입학식(1학년 212명, 남 94명, 여 118명)
- 2017. 02. 17 제 6회 졸업식(남 75명, 여 48명, 계 150명)

## 참고 자료
- 매산초등학교 - 한국교육학술정보원 학교알리미